# Национальный литературный музей Республики Башкортостан
Национальный литературный музей Республики Башкортостан открылся 6 января 2000 года в Уфе. В его составе 5 филиалов: музей Мажита Гафури, музей Арслана Мубарякова, музей Мухаметсалима Уметбаева, музей Мифтахетдина Акмуллы, музей Шайхзады Бабича. 

## Филиалы и их деятельность
Музей ведет научно-фондовую, научно-исследовательскую работу, осуществляет выставочную, просветительско-пропагандистскую деятельность, является методическим центром для своих филиалов и литературных музеев республики, организует научно-исследовательские экспедиции, проводит конкурсы, викторины и литературно-музыкальные вечера. Тесно сотрудничает с учебными заведениями города и республики. Библиотека музея собиралось из книг, рукописей, личных вещей писателей, элементов определенной исторической эпохи и еще многих других экспонатов. 

### Музей Мажита Гафури
Дом-музей Мажита Гафури был открыт в 1948 году. Дом был подарен поэту Башкирским правительством в 1923 году, в связи с присуждением ему почетного звания Народного поэта Башкортостана за заслуги в деле развития башкирской и татарской литературы. В мемориальных залах музея экспонируются личные вещи Мажита Гафури и его семьи – реликвии семьи поэта. 

### Музей Арслана Мубарякова
Музей основан в 1994 году. В музее имеются три экспозиционных зала: первый зал посвящен истории села Ассы и детству народного артиста БАССР и СССР Арслана Мубарякова. Второй зал – рассказывает о театральной деятельности артиста. Третий зал посвящен семье и родственникам народного артиста.

### Музей Мухаметсалима Уметбаева
Музей был открыт в 1991 году на родине поэта и просветителя Мухаметсалима Уметбаева в д. Ибрагимово Кармаскалинского района. Экспозиция рассказывает о жизни и деятельности башкирского ученого. В музее представлены подлинные рукописи ученого, копии документов, книги, личные вещи.

### Музей Мифтахетдина Акмуллы
Музей был открыт в 1981 году в д. Туксанбаево Миякинского района к 150-летию со дня рождения башкирского поэта-просветителя Мифтахетдина Акмуллы, классика башкирской поэзии. В собраниях музея представлены сборники стихотворений поэта, отрывки из его произведений, журналы «Акмулла». Также в музее выставлены разные музыкальные инструменты, игрой на которых прекрасно владел поэт.

### Музей Шайхзады Бабича
Музей был открыт в деревне Асяново к 100-летию со дня рождения выдающегося мастера башкирского художественного слова Шайхзады Бабича.  В экспозиции представлены произведения живописи, графики, скульптуры, предметы быта, фотодокументальные материалы о жизни и творчестве поэта, портреты и книги о нем, также имеются личные вещи Шайхзады и его семьи.

## См.также
Музеи Башкортостана